# Wae Masiwang
Wae Masiwang är ett vattendrag i Indonesien.   Det ligger i provinsen Moluckerna, i den östra delen av landet, 2 700 km öster om huvudstaden Jakarta.